# 哈特利 (特拉华州)
哈特利（英語：Hartly），是美国特拉华州肯特县（Kent）下属的一座城镇，面积为0.15平方公里，均为陆地。2020年的数据显示该地有人口73人。论人口在本州排行第57。